# Bruno Gooskens
Bruno Gooskens (* 28. August 1938 in Eindhoven) ist ein niederländischer römisch-katholischer Priester und Abt der Trappistenabtei Mariawald.

## Leben
Gooskens trat 1957 in die Trappistenabtei Diepenveen ein. Er wurde 1972 zum Priester geweiht. Anschließend war er Novizenmeister in der Abtei Diepenveen. Etwa 10 Jahre wirkte Gooskens in Madagaskar und danach sechs Jahre im Generalat im Rom.
Am 22. April 1999 wurde er zum Abt von Mariawald gewählt. Die Abtbenediktion erhielt er am 10. Juli 1999. Nach Ablauf seiner sechsjährigen Amtszeit kehrte er nach Diepenveen zurück.